# Nová radnice Prahy 12
Nová radnice Prahy 12 je budova dostavěná v roce 2021. Nachází se při ulici Generála Šišky.

## Popis
Nová budova kromě kanceláří a úředních prostor nabízí také restauraci, kavárnu, nebo sdílené kanceláře. Hned ve vstupní hale naleznou návštěvníci kromě využívaných komerčních prostor také výstavní plochu určenou převážně pro místní umělce. Radnice se snaží splňovat i moderní trendy, proto součástí obřadní síně je vstup na terasu, na střeše budovy je umístěna fotovoltaická elektrárna a pod parkovištěm v podzemí akumulační nádrž na zadržování dešťové vody. Městská část tak může využívat tuto dešťovou vodu pro potřeby zalévání zeleně na území Prahy 12. Pro zaměstnance i nájemce prostor jsou vybudovány podzemní garáže, pro návštěvníky je před budovou parkoviště, které nabízí i dobíjecí stojan pro elektromobily.
Původní architektonický projekt vychází z historie Modřan, jejichž součástí byl od roku 1861 do roku 2005 cukrovar. Nová budova proto dostala podobu kostek cukru. Za architektonickým návrhem stojí český ateliér LOXIA, hlavní architektkou je Jana Mastíková.
Budova je vyprojektována v systému BIM.

## Historie

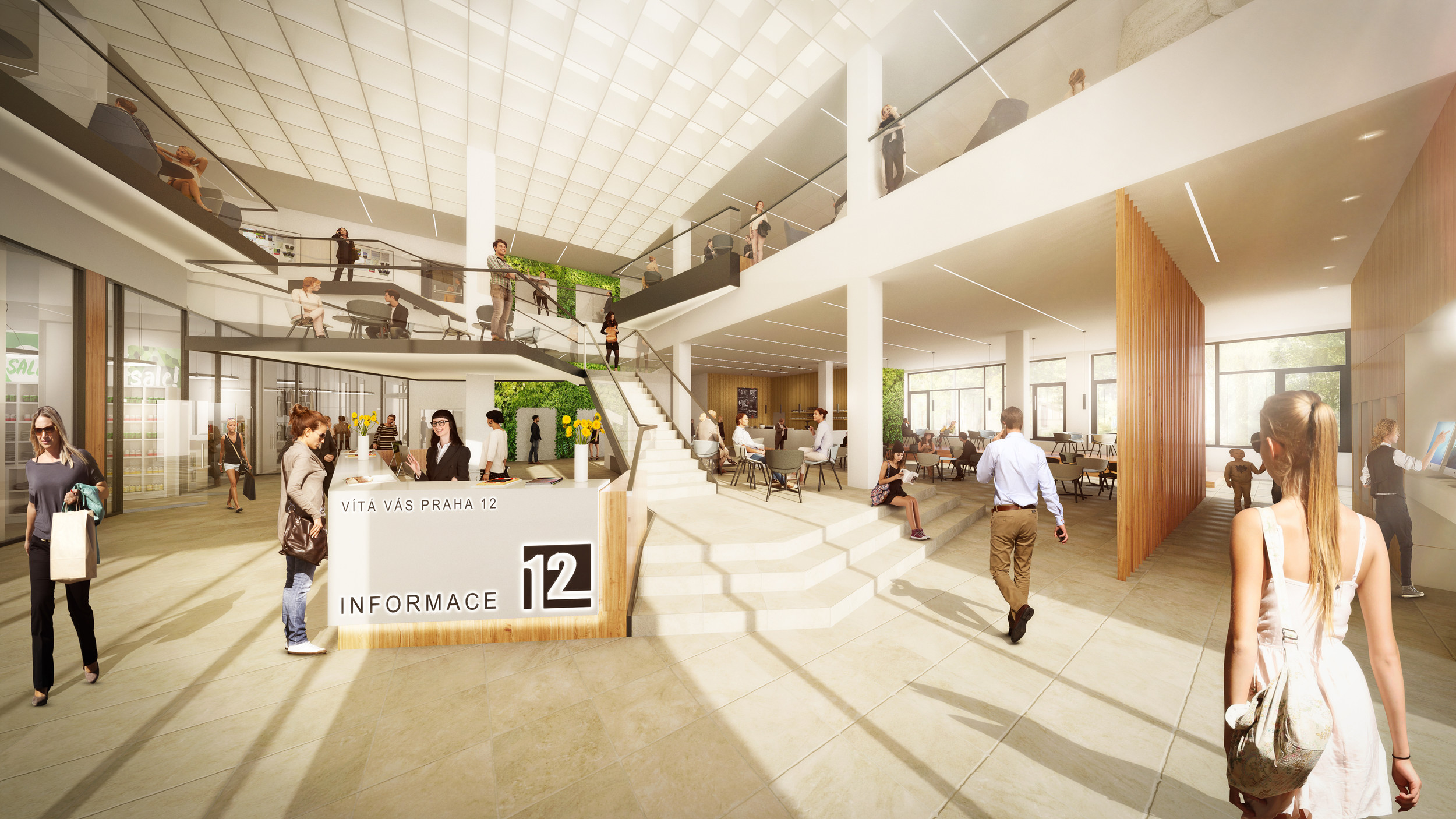
Vizualizace vstupní haly

Historická radnice starých Modřan (tedy části dnešní Prahy 12) byla zbourána v 80. letech 20. století. V roce 1994 vznikla městská část Praha 12 přejmenováním městských částí Praha-Modřany a Praha-Lhotka. Všechny úřady radnice se nevešly na jedno místo a tak fungovaly v celkem sedmi objektech rozprostřených po celé MČ. Ty již nesplňovaly moderní požadavky a jejich provoz byl i díky technickému stavu nákladný.
Proto v roce 2007 vedení městské části navrhovalo pro své potřeby sjednocení úřadů do jedné budovy využít budovu Prioru na Sofijském náměstí. Tato varianta by dle odhadů vyšla na 340 až 390 milionů korun. Praha 12 si v roce 2016 nechala vypracovat analýzu, která ukázala, že nejvýhodnějším místem pro stavbu nové radnice jsou brownfieldové pozemky mezi ulicemi Písková a Generála Šišky. Je totiž v centru městské části, nachází se u tramvajové trati, u zastávek autobusových linek a má dobré spojení pro pěší i řidiče automobilů.
Počítalo se, že cena za novou radnici by neměla překročit 550 milionů korun bez DPH, což bylo ve výsledku dodrženo, konečná cena činila cca 503 milionů korun bez DPH. Magistrát na ni poskytl Praze 12 bezúročnou půjčku 250 milionů. Roční náklady na chod nové stavby by měly být přibližně 8 milionů korun.

### Výstavba
Stavební práce začaly v červnu 2019. Nová radnice byla stavěna na místě, kde se dříve těžil písek, nacházela se zde myčka aut a sídlily zde technické služby. Poblíž (v Pískové ulici) se také nachází původní hlavní budova bývalého úřadu. Při výzkumných pracích bylo zjištěno znečištění zdejší půdy a muselo tak dojít k sanaci. Byl také odstraněn nebezpečný azbest. Kvůli těmto pracím se výstavba zpozdila přibližně o 75 dní.
7. července 2021 se budova otevřela veřejnosti, prohlédnout si ji v komentované prohlídce mohli návštěvníci 11. září 2021 v rámci tzv. Dne Prahy 12. V současné době je budova již plně v provozu.